# Csörgős-patak
A Csörgős-patak Trizs településtől északra ered, az Aggteleki-karszt területén, Borsod-Abaúj-Zemplén vármegyében, a Putnoki járásban.. Útja során végig délkelet-déli irányban folyik és több kisebb vízfolyás vizeivel gyarapodva éri el a Szuha-patakot Felsőnyárádtól északkeletre. A patakon 2017 májusában kisebb villámárvíz vonult le, miután egy jelentősebb felhőszakadás kíséretében több, mint 40 milliméternyi csapadék zúdult a vidékre.

## Flórája
A patak vízgyűjtő területén előforduló növényfajok a következők: szálkás pajzsika (Dryopteris carthusiana (Vill.) H. P. Fuchs), csepleszmeggy (Cerasus fruticosa), sváb rekettye (Genista germanica L.), fehér zanót (Cytisus albus Hacq. A), mezei here (Trifolium dubium Sibth.), heverő patkóhere (Hippocrepis comosa L.'), sárga len (Linum flavum L.), Szent László-tárnics (Gentiana cruciata L.), sárga szádorgó (Orobanche lutea Baumg.), keserű kakukktorma (Cardamine amara L.), keskenylevelű aggófű (Senecio erucifolius L.) vagy másik nevén (Jacobaea erucifolia), szártalan bábakalács (Carlina acaulis L.), kisfészkű hangyabogáncs (Jurinea mollis (L.) Rchb.), csarab (Calluna vulgaris), mezei szegfű (Dianthus deltoides L.), fehér madársisak (Cephalanthera damasonium (Mill.) Druce),

## Települések a patak mentén
- Trizs
- Ragály
- Zubogy Felsőkelecsény
- Felsőnyárád